# Colonisation européenne des Amériques

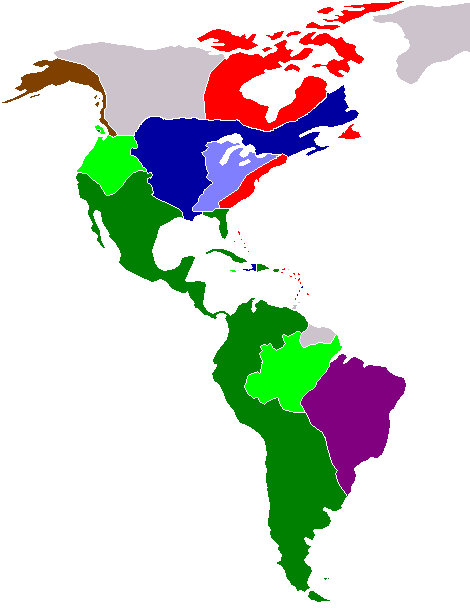
Colonisation européenne en 1750.
Territoire espagnol
Territoire revendiqué par l'Espagne
Territoire portugais
Territoire français
Territoire français revendiqué par les Britanniques
Territoire britannique
Territoire russe

Le début de la colonisation européenne des Amériques (la Conquista, menée par les Conquistadors) est habituellement daté à 1492, même si les premiers Européens à avoir atteint les Amériques et à y établir des colonies sont les Vikings au Vinland.

## Racines médiévales
Selon l'historien Jérôme Baschet, cette conquête européenne a des racines médiévales. La société au Moyen Âge est en effet articulée autour de l'expansionnisme féodal et de l'Église catholique au message universaliste et à la mentalité missionnaire. Stimulée par l'essor démographique et productif entre le XIe et le XIIIe siècle, l'Europe occidentale se constitue peu à peu en une économie-monde à l'origine de la mondialisation au XVIe siècle. L'universalisme chrétien, relayé par la puissance croissante des monarchies européennes « et appuyé par l'expérience séculaire de l'Église en matière de contrôle des populations, a permis de drainer vers l'Occident d'abondantes richesses naturelles. Cela a aussi contribué, au fil du XVIe siècle, à lui conférer un avantage décisif dans sa lutte contre l'Islam ».

## Explorations de l'Amérique
En 1492, Christophe Colomb accoste aux Amériques, après quoi l'exploration et la colonisation avanceront rapidement.
À compter de 1492, débute la période de l'échange colombien. Simon Lewis et Mark Maslin ont proposé en mars 2015 de considérer cet événement comme à l'origine d'une nouvelle période géologique : l'Anthropocène.

## Effondrement démographique des populations amérindiennes
La colonisation des Amériques s'est accompagnée d'un effondrement démographique spectaculaire des populations amérindiennes, en grande partie dû à un important choc microbien et viral et, dans une moindre mesure, aux guerres à outrance et aux mauvais traitements infligés à certaines tribus (travail forcé, déplacements forcés…). La diminution de la population amérindienne est de 90 % en un siècle.
Le mode de vie européen comprenait une longue histoire à proximité d'animaux domestiques tels que le bœuf, le porc, la chèvre, le cheval et de nombreuses volailles, ce qui favorisa l'apparition d'épidémies infectieuses inconnues en Amérique. Ainsi le contact à large échelle après 1492 introduisit de nouveaux germes chez les Amérindiens. Les épidémies de variole (1525, 1558, 1589), de typhus (1546), de grippe (1558), de diphtérie (1614), de rougeole (1618) tuèrent dix à douze millions de personnes, soit 50 à 60 % de la population amérindienne. L'effondrement démographique des autochtones a grandement facilité l'entreprise de colonisation.

## Conquêtes et revendications territoriales
« Un double rêve, à la fois matériel et spirituel, est à l’origine de la colonisation des Amériques : l’or et l’évangélisation des “sauvages”. »

— Bernard Vincent, Histoire des États-Unis.

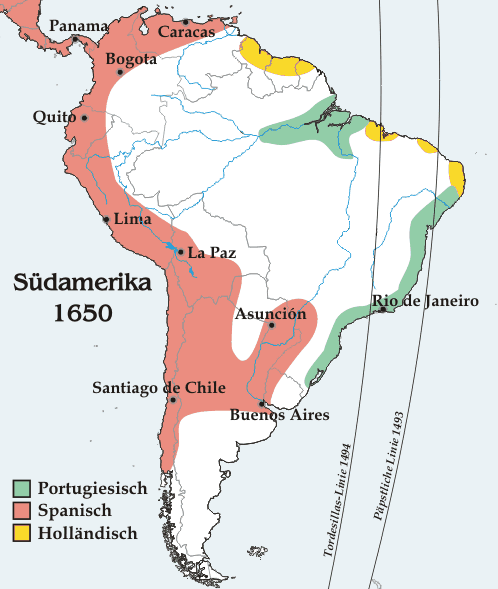
Carte de l'Amérique du Sud en 1650 (possessions portugaises, espagnoles, hollandaises).

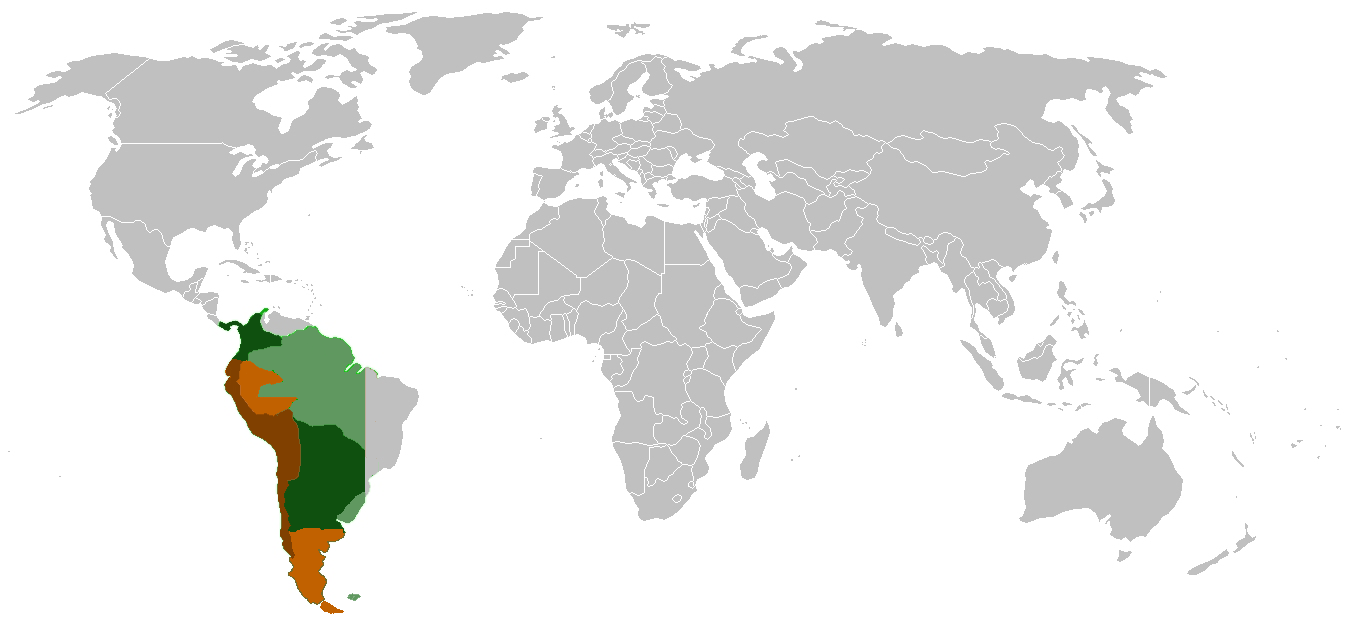
Cette carte montre l'extension théorique de l'empire espagnol en Amérique du Sud dans les années 1650. Elle illustre le méridien défini lors du traité de Tordesillas : à l'est se trouve la zone terrestre dévolue à l'empire colonial portugais.
En brun : la vice-royauté du Pérou.

Les premières conquêtes ont été faites par les Espagnols, qui rapidement colonisent la majeure partie de l'Amérique du Sud et de l'Amérique Centrale et une grande partie de l'Amérique du Nord. Par le traité de Tordesillas de 1494, l'Espagne et le Portugal se partagent le « Nouveau Monde » par rapport au méridien situé à 370 lieues à l'ouest du Cap-Vert : la couronne portugaise s'empare des territoires à l'est (une partie de l'actuel Brésil), et l'Espagne de tous ceux à l'ouest (en particulier la Nouvelle-Espagne, au nord, et la vice-royauté du Pérou).
L'intervention des Hollandais, des Français et des Anglais, qui contrairement aux Espagnols, ne cherchent pas à évangéliser ou civiliser les peuples indigènes dans un sens positif, ni la construction d'infrastructures : villas, bourgs, cités, routes, couvents et églises, mais les autres Européens se sont concentrés sur le commerce avec les indigènes, créant des comptoirs et des usines à cet effet, développant notamment le troc d'objets européens contre peaux d'animaux de toutes sortes, causant l'une des premières catastrophes écologiques du monde moderne.[réf. nécessaire]
Les Britanniques, les Français et les Hollandais envahirent les îles de la mer des Caraïbes, lesquelles pour la plupart d'entre elles avaient déjà été prises par les Espagnols ou dépeuplées par les maladies. Ces anciennes colonies européennes en Amérique du Nord comprenaient la Floride espagnole, les Treize colonies (colonies britanniques en Virginie et en Nouvelle-Angleterre), les colonies françaises au Québec et en Louisiane (Nouvelle-France), et la Nouvelle-Néerlande.
Le royaume de Danemark colonise le Groenland de nouveau entre les XVIIIe et XXe siècles, mais établit aussi des colonies dans les îles Vierges. Les Hospitaliers de Malte et la Suède eurent également des colonies éphémères, respectivement dans les Caraïbes et sur les rives du fleuve Delaware. Au XVIe siècle, la famille Welser fonda la colonie de Klein-Venedig en Amérique du Sud, seule colonisation allemande sur le continent.

Empires espagnol et portugais, 1790.

## Une entreprise missionnaire
Tous les territoires conquis par les conquistadors sont ralliés à la couronne de Castille. Le début de l’évangélisation des territoires coïncide avec la mise en place du Conseil des Indes en 1524, chargé des affaires politiques, juridiques et religieuses dans les colonies espagnoles. Bien que la papauté se montre très présente dans la volonté d’évangéliser les colonies espagnoles, c’est l’empereur Charles Quint qui finança l’évangélisation de ses territoires barbares en envoyant des ordres mendiants, (les franciscains dès 1523, suivis par les dominicains en 1526 puis les augustins en 1533), et en érigeant des diocèses.
Afin d’évangéliser rapidement les Indiens, la Couronne d’Espagne met en place l'encomienda. Ce système consiste en un regroupement d’Indiens sur des terres qu'ils sont contraints de travailler sans rétribution. Les Indiens étaient « confiés », c'est-à-dire placés sous les ordres d’un « Encomendero », colon espagnol qui était censé les instruire et les évangéliser. L’évangélisation était confiée à plusieurs acteurs : ordres mendiants, clergé séculier et laïcs.
En 1523, les premiers Franciscains arrivent en Nouvelle-Espagne. Ils sont animés par un désir de refonder une nouvelle Église, pure, à l’écart des déviances de l’Église européenne. Ils commencent par remplacer toutes les idoles présentes par des croix et des statues chrétiennes et mettent en place des baptêmes de masse. Cependant, cet enthousiasme va rapidement laisser place au scepticisme. En effet, des divergences apparaissent entre les ordres mendiants : la capacité des Indiens à devenir rapidement des chrétiens et les rites du baptême plus ou moins expéditifs étaient des sujets de controverse. Avec le durcissement des autorités contre les indiens et la résistance de ceux-ci, l’évangélisation s’avère peu efficace. Il faudra attendre 1550 pour que la situation se stabilise avec l’apprentissage du castillan aux Indiens afin de leur transmettre la Parole le plus fidèlement possible.

## Colonisateurs et immigrants

### Immigrants pour raisons économiques
Certains, en particulier des hommes, immigraient en Amérique dans le seul but d'y mener une meilleure vie que dans leurs pays natals, où une grande frange de la population manquait d'argent pour se nourrir, se vêtir ou même s'abriter. Mais ce sont principalement les rois et empereurs qui avaient des raisons économiques en faveur de la colonisation, essentiellement la recherche des épices et des matériaux précieux.

### Immigrants religieux
Des Anglais quittèrent leur pays pour habiter aux États-Unis d'Amérique et ainsi fuir les persécutions du fait de leur religion. On les nomme les « Puritains ».

### Immigration forcée
Elle comprend pour l'essentiel la fraction d'esclaves africains déportés en Amérique pour cultiver les terres.

## Histoire des représentations

### Critiques de la colonisation européenne des Amériques

#### Les philosophes français des Lumières
La plupart des philosophes des Lumières ont condamné avec la plus grande fermeté la violence des colonisateurs européens des Amériques.
- Montesquieu notamment écrit dans Mes Pensées : « Les Espagnols oublièrent les devoirs de l'Homme à chaque pas qu'ils firent dans leurs conquêtes des Indes, et le pape, qui leur mit le fer à la main, qui leur donna le sang de tant de nations, les oublia encore davantage » (Pensées et Fragments no 617, chap. « Des Devoirs »). Il ajoute à ce sujet :

« On ne peut penser sans indignation aux cruautés que les Espagnols exercèrent sur les Indiens […]. Des peuples aussi nombreux que ceux de l'Europe disparaissent de la Terre. Les Espagnols, en découvrant les Indes, ont montré en même temps quel était le dernier période de la cruauté [ou le plus haut degré de la cruauté]. […] Il est vrai qu'on juge toujours par le succès ; mais ce jugement des hommes est lui-même un abus déplorable dans la Morale.
Si la Politique a été le motif, la Religion a été le prétexte. […] Quel abus de faire servir Dieu à ses passions et à ses crimes ? Y a-t-il de plus mortelle injure que celle que l'on fait sous prétexte d'honorer ? » (Pensées et Fragments no 1573, chap. « Histoire [Espagne] ») »

- Diderot écrit pour sa part :

« Barbares européens ! L'éclat de vos entreprises ne m'en a point imposé. Leur succès ne m'en a point dérobé l'injustice. Je me suis souvent embarqué par la pensée sur les vaisseaux qui vous portaient dans ces contrées lointaines ; mais descendu à terre avec vous et devenu témoin de vos forfaits, je me suis séparé de vous, je me suis précipité parmi vos ennemis, j'ai pris les armes contre vous, j'ai baigné mes mains dans votre sang. J'en fais ici la protestation solennelle ; et si je cesse un moment de vous voir comme une nuée de vautours affamés, avec aussi peu de morale et de conscience, puisse ma mémoire, s'il m'est permis d'en laisser une après moi, tomber dans le dernier mépris, être un objet d'exécration ! (contribution à l'Histoire des deux Indes [éd de 1781], textes choisis, La Découverte, 1981, p. 49) »

- Dans l'Encyclopédie méthodique, article « Brésil », on peut lire cette condamnation de la violence coloniale :

« Les Portugais emploient toutes sortes de moyens pour les tromper [les habitants du Brésil]. Leur intérêt n'avait de sacré que l'or, et pour se le procurer, le meurtre, la trahison, les pièges de tous les genres ont été mis en usage ; les serments les plus augustes violés, les traités les plus saints rompus ; ils ne rougissaient pas de prendre des robes de missionnaires, sous lesquelles ils cachaient des armes, et, abusant de la confiance que les Brésiliens accordaient à ces hommes apostoliques, qu'ils appelaient leurs amis, leurs pères, ils ne rougissaient pas, dis-je, ces Européens avides, de les attirer dans des lieux, où d'autres bandits étaient cachés ; alors ils massacraient inhumainement tous ceux qui opposaient quelque résistance ; les autres étaient faits esclaves ; ils les chargeaient de chaînes pour soumettre ces hommes libres à des travaux opiniâtres, où l'excès et le désespoir leur faisaient bientôt trouver la mort. »

#### Légende noire
Ces critiques s'insèrent dans un mouvement de nature à la fois idéologique et politique de dénigrement systématique des empires espagnols et portugais chez un ensemble d'auteurs européens (français, anglais, néerlandais, allemands, italiens), et qui est couramment désigné sous le terme de « légende noire » pour ses biais, comme par exemple l'exagération des faits critiqués ou l'occultation de faits qui pourraient relativiser la critique.

### Apologie de la colonisation par un penseur libéral écossais duXVIIIesiècle
Cette section ne s'appuie pas, ou pas assez, sur des sources secondaires ou tertiaires indépendantes du sujet. Le texte peut contenir des analyses inexactes ou inédites de sources primaires.
Pour l'améliorer, ajoutez-en, ou placez des modèles {{Source secondaire souhaitée}} ou {{Source secondaire nécessaire}} sur les passages mal sourcés. (mars 2025)
Dans son ouvrage Recherches sur la nature et les causes de la richesse des nations (1776), l'économiste écossais Adam Smith consacre un chapitre complet aux colonies :
- dans la section 1[11], il analyse les motifs qui ont fait établir de nouvelles colonies ;
- dans la section 2[12], il analyse les causes de la prospérité des colonies nouvelles ;
- dans la section 3[13], il analyse les avantages qu'a retirés l'Europe de la découverte de l'Amérique, et de celle d'un passage aux Indes par le Cap de Bonne-Espérance.

Il remarque les « bons effets naturels du commerce des colonies » sur l'économie de l'Angleterre.

## Repentance de l'Église
Depuis les années 1990, le Vatican reconnaît les blessures faites par les colons aux peuples colonisés. Dès 1992, saint Jean-Paul II avait lors de son voyage en République dominicaine, « humblement demandé pardon ». Lors de la grande cérémonie de repentance de l’an 2000, dans le cadre du Jubilé, Jean-Paul II a solennellement renouvelé cette démarche de pardon.
Le 17 mai 2007, néanmoins, le pape Benoît XVI a déclaré que l'évangélisation des Amérindiens « n'avait comporté à aucun moment une aliénation des cultures précolombiennes et n'avait pas imposé une culture étrangère ». Le Christ « était le sauveur que les indigènes désiraient silencieusement ». Le 23 mai 2007, il a dû faire acte de repentance, en reconnaissant les « ombres » et les « crimes injustifiables » de la colonisation de l'Amérique latine par les conquistadors. On ne peut pas « oublier les souffrances et les injustices infligées par le colonisateur aux peuples indigènes, dont les droits humains fondamentaux ont été piétinés ».
En juillet 2015, lors de son voyage en Bolivie, le pape François a prononcé un discours fort, où il a officiellement présenté ses excuses au nom de l’Église catholique pour les « péchés » et les « blessures » faites aux peuples autochtones du continent par les colons espagnols. Il avait alors reconnu qu’il s’agissait de « crimes ». En février 2016, lors d'une grande messe à Chiapas au Mexique, le pape François a appelé à « apprendre à dire pardon » et à faire un « examen de conscience » , insistant sur l’exclusion des peuples indigènes dans l’histoire.